# Переярово
Перея́рово (фин. Peräjärvi) — деревня в Гатчинском муниципальном округе Ленинградской области.

## История
Упоминается как пустошь Pereerwui Ödhe в Кипенском погосте в шведских «Писцовых книгах Ижорской земли» 1618—1623 годов.
На карте Ингерманландии А. И. Бергенгейма, составленной по материалам 1676 года — как деревня Perejarvi.
На шведской «Генеральной карте провинции Ингерманландии» 1704 года — как Parejarwi.
Как деревня Пяряерви она обозначена на «Географическом чертеже Ижорской земли» Адриана Шонбека 1705 года.
Деревня Переярова обозначена на картах Санкт-Петербургской губернии Я. Ф. Шмидта 1770 года и А. М. Вильбрехта 1792 года.
Затем деревня Переярова из 28 дворов и смежный с нею «Полумызок Переяровский Графа Румянцова» упоминаются на «Топографической карте окрестностей Санкт-Петербурга» Ф. Ф. Шуберта 1831 года.

ПЕРЕЯРОВА — деревня принадлежит полковнику Веймарну, число жителей по ревизии: 72 м. п., 71 ж. п. (1838 год)

На картах Ф. Ф. Шуберта 1844 года и С. С. Куторги 1852 года она обозначена как деревня Переярова, состоящая из 27 дворов.
В пояснительном тексте к этнографической карте Санкт-Петербургской губернии П. И. Кёппена 1849 года она записана как деревня Peräjärwi (Переярова) и указано количество её жителей на 1848 год: савакотов — 68 м. п., 85 ж. п., всего 153 человека.
Согласно 9-й ревизии 1850 года мыза и деревня Переярово принадлежали помещице Елизавете Максимовне Веймарн.

ПЕРЕЯРОВА — деревня генерала Веймарна, по просёлочной дороге, число дворов — 30, число душ — 70 м. п.(1856 год)

Согласно 10-й ревизии 1856 года мыза и деревня Переярово принадлежали вдове Елизавете Максимовне Веймарн.
Согласно «Топографической карте частей Санкт-Петербургской и Выборгской губерний» в 1860 году деревня Переярова состояла из 30 крестьянских дворов, на южной окраине деревни находилась кузница и Мыза Переярова.

ПЕРЕЯРОВО — мыза владельческая при пруде, число дворов — 2, число жителей: 4 м. п., 4 ж. п.;

ПЕРЕЯРОВО — деревня владельческая при пруде, число дворов — 29, число жителей: 68 м. п., 70 ж. п. (1862 год)

В 1880 году временнообязанные крестьяне деревни выкупили свои земельные наделы у О. И. Веймарн и стали собственниками земли.

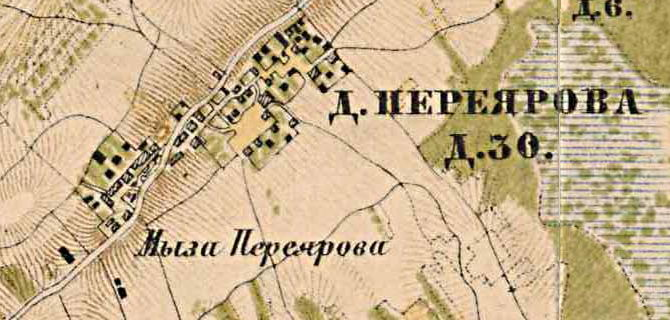
План деревни Переярово. 1885 год

В 1885 году деревня Переярова насчитывала 30 дворов, на южной окраине деревни находилась мыза.
В 1898 году в деревне открылась школа. Учителем в ней работал А. Тейдер, затем «учительница мадемуазель Торниайнен».
В конце XIX века деревня административно относилась к 1-му стану Петергофского уезда Санкт-Петербургской губернии, в начале XX века — к Витинской волости 2-го стана. Население деревни было исключительно финским.
По данным «Памятной книжки Санкт-Петербургской губернии» за 1905 год, мыза Переярово площадью 470 десятин принадлежала «Обществу крестьян деревни Переярово».
К 1913 году количество дворов увеличилось до 33.
С 1918 по 1922 год деревня Переярово входила в состав Переяровского сельсовета Витинской волости Петергофского уезда.
С 1922 года в составе Кипенно-Ропшинской волости.
С 1923 года в составе Ропшинской волости Гатчинского уезда.
С 1924 года в составе Жабинского сельсовета.
С 1926 года в составе Низковицкого сельсовета Ропшинской волости Гатчинского уезда. Согласно данным переписи населения СССР 1926 года в деревне Переярово Низковицкого сельсовета Ропшинской волости Троцкого уезда проживали 238 человек, большинство финны, а также русские и эстонцы.
С 1927 года в составе Низковицкого сельсовета Ораниенбаумского района.
В 1928 году население деревни Переярово также составляло 238 человек.
С 1930 года вновь в составе Жабинского сельсовета.

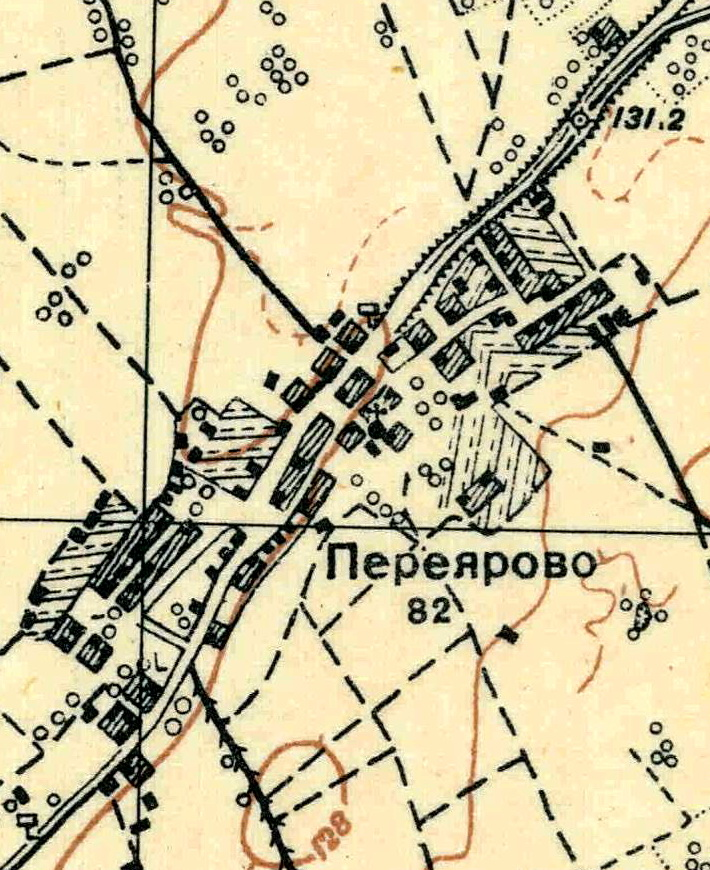
План деревни Переярово. 1931 год

Согласно топографической карте 1931 года деревня насчитывала 82 двора, в центре деревни находилась часовня.
По данным 1933 года деревня называлась Переярово и входила в состав Жабинского сельсовета Красногвардейского района.
С 1940 года вновь в составе Низковицкого сельсовета.
Деревня была освобождена от немецко-фашистских оккупантов 22 января 1944 года.
С 1944 года в составе Гатчинского района.
С 1954 года в составе Большеондровского сельсовета.
В 1965 году население деревни Переярово составляло 161 человек.
По данным 1966 и 1973 годов деревня Переярово также находилась в составе Большеондровского сельсовета.
По данным 1990 года деревня Переярово входила в состав Сяськелевского сельсовета Гатчинского района.

## География
Деревня расположена в северо-западной части района на автодороге 41К-023 (Старые Низковицы — Кипень).
Расстояние до административного центра поселения, деревни Сяськелево — 18 км.
Расстояние до ближайшей железнодорожной станции Войсковицы — 18 км.

## Демография
| 1838 | 1848 | 1862 | 1928 | 1965 | 1997 | 2002 |
| ---- | ---- | ---- | ---- | ---- | ---- | ---- |
| 143  | ↗153 | ↗156 | ↗238 | ↘161 | ↘18  | ↗27  |
| 2006 | 2007 | 2010 | 2012 | 2013 | 2017 |      |
| ↘20  | ↗21  | ↗24  | ↗28  | ↘26  | ↗37  |      |

В 1997 году в деревне проживали 18 человек.
По состоянию на 1 января 2007 г. в деревне находилось 10 домохозяйств, где проживал 21 человек, в 2010 году — 24.

### Национальный состав
В 2002 году в деревне проживали 27 человек (русские — 85 %).
Согласно данным Всероссийской переписи населения 2021 года в деревне проживали 159 человек, из них:
  русские — 155, украинцы — 2, финны — 2 человека.

## Транспорт
Через деревню проходит трасса маршрутного такси № 655 (станция Волосово — улица Червонного Казачества).